# Jarčujak
Jarčujak (en serbe cyrillique : Јарчујак) est un village de Serbie situé sur le territoire de la ville de Kraljevo, district de Raška. Au recensement de 2011, il comptait 771 habitants.

## Démographie

### Évolution historique de la population
| 1948 | 1953 | 1961 | 1971  | 1981 | 1991 | 2002 | 2011 |
| ---- | ---- | ---- | ----- | ---- | ---- | ---- | ---- |
| 597  | 611  | 847  | 1 328 | 709  | 594  | 836  | 771  |

|  |